# La terra dimenticata dal tempo (romanzo)
La terra dimenticata dal tempo (The Land That Time Forgot) è un romanzo fantascientifico avventuroso del 1918 dello scrittore statunitense Edgar Rice Burroughs, formato da tre storie pubblicate originariamente a puntate su rivista e raccolte in volume unico nel 1924 col titolo della prima storia. Il ciclo è noto anche come trilogia di Caspak, dal nome dell'immaginaria isola in cui è ambientato.
Dal romanzo, che appartiene al filone del mondo perduto, sono stati tratti tre film, La terra dimenticata dal tempo del 1975, il seguito Gli uomini della terra dimenticata dal tempo (1977) e The Land That Time Forgot del 2009.

## Storia editoriale
La trilogia di Caspak è formata dai racconti lunghi:
1. The Land That Time Forgot (settembre 1918)
2. The People That Time Forgot (ottobre 1918)
3. Out of Time's Abyss (novembre 1918)

Il titolo di lavorazione della prima storia era The Lost U-Boat. Le tre parti furono pubblicate per la prima volta nella rivista Blue Book Magazine rispettivamente nei numeri di settembre, ottobre e novembre 1918. La trilogia completa fu in seguito raccolta in volume col titolo della prima parte dalla A. C. McClurg nel giugno 1924. Solo a partire dall'edizione della Ace Books del 1963 i tre segmenti sono stati distribuiti come romanzi separati, coi loro titoli originali.
I diritti d'autore della storia sono scaduti negli Stati Uniti, dove ricade ora nel pubblico dominio. Il testo è disponibile nel Progetto Gutenberg e come audiolibro su LibriVox.
L'edizione italiana, del 1976, pubblica le tre parti come unico romanzo.

## Ambientazione

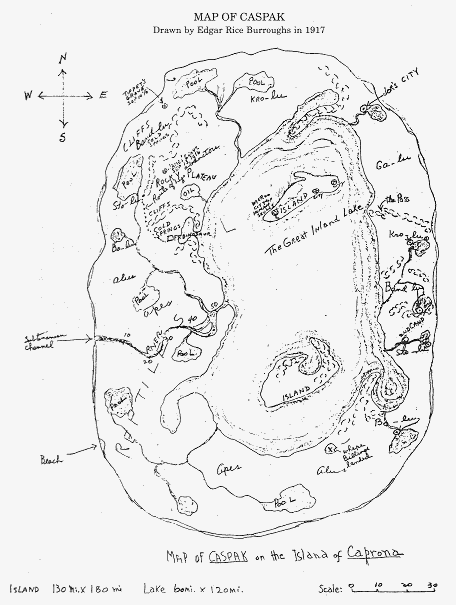
Mappa originale dell'isola di Caspak/Caprona, tracciata nel 1917 da Edgar Rice Burroughs per la sua trilogia di romanzi.

Il romanzo è ambientato durante la prima guerra mondiale e si apre con una cornice narrativa in cui un manoscritto relativo alla storia principale viene recuperato da un thermos al largo della costa della Groenlandia.
Partendo da un'avvincente avventura marinaresca in tempo di guerra, la storia di Burroughs si trasforma in una storia del genere del "mondo perduto" che ricorda romanzi come Il mondo perduto di sir Arthur Conan Doyle (1912) e L'isola misteriosa (1874) e Viaggio al centro della Terra (1864) di Jules Verne. Burroughs aggiunge la propria svolta postulando un sistema biologico unico per il suo mondo perduto, in cui il lento progresso dell'evoluzione nel mondo esterno viene ricapitolato come una questione di metamorfosi individuale. Questo sistema è solo accennato nel primo romanzo: presentato come un mistero la cui spiegazione viene gradualmente elaborata nel corso dei due successivi romanzi, costituisce un elemento tematico che serve per unire tre storie altrimenti collegate in modo piuttosto vago (i protagonisti cambiano in ognuna delle tre storie).

## Trama

### The Land That Time Forgot
Bowen J. Tyler, un passeggero americano di una nave affondata nel Canale della Manica da un U-Boot tedesco, l'U-33, nel 1916, e una donna di nome Lys La Rue vengono salvati da un rimorchiatore britannico. Il rimorchiatore viene a sua volta affondato, ma il suo equipaggio riesce a catturare il sottomarino quando esso affiora. Sfortunatamente, tutte le altre imbarcazioni britanniche continuano a considerare il sottomarino un nemico e i sopravvissuti non sono in grado di condurlo in porto. Un sabotaggio agli strumenti di navigazione conduce l'U-33 fuori rotta nel Pacifico meridionale. L'equipaggio tedesco prigioniero si libera e riprende il controllo sottomarino, iniziando una crociera di incursione, per poi essere nuovamente sconfitto dagli inglesi. Un sabotatore continua a guidare il sottomarino fuori rotta e quando viene scoperto è nelle acque antartiche.
L'U-33 ora è a corto di carburante, con le sue provviste avvelenate dal sabotatore Benson, quando viene incontrata una grande isola circondata da scogliere, identificata come Caprona, una massa terrestre riportata per la prima volta dall'immaginario esploratore italiano Caproni nel 1721, la cui posizione era stata successivamente perduta. Una corrente d'acqua dolce guida il sottomarino verso un corso d'acqua proveniente da un passaggio sotterraneo, che viene imboccato nella speranza di rifornirsi d'acqua. L'U-Boot affiora in un fiume tropicale brulicante di creature primitive altrove estinte; attaccato, s'immerge di nuovo e viaggia a monte in cerca di un porto sicuro. Entra in un mare interno termale, essenzialmente un enorme lago craterico, il cui calore sostiene il clima tropicale di Caprona. Mentre il sottomarino viaggia a nord lungo i corsi d'acqua dell'isola, il clima diventa temperato e la fauna selvatica subisce un apparente progresso evolutivo.
Sulla riva del lago l'equipaggio costruisce una base munita di palizzata, soprannominata Forte Dinosauro per la fauna preistorica della zona. Britannici e tedeschi concordano di lavorare insieme sotto il comando di Tyler, con Bradley, il compagno del rimorchiatore, come secondo in comando e von Schoenvorts, il comandante originario del sottomarino, al comando dei tedeschi. I naufraghi vengono attaccati da un'orda di uomini bestia e prendono prigioniero Ahm, un uomo di Neanderthal. Apprendono così che il nome nativo dell'isola è Caspak. Viene scoperto del petrolio, che sperano di raffinare in carburante per l'U-33. Mentre impostano le operazioni, Bradley intraprende varie esplorazioni. Durante la sua assenza, Lys scompare e i tedeschi fuggono con il sottomarino.
Tyler lascia gli altri sopravvissuti per cercare e salvare Lys. Segue una serie di avventure tra varie bande di primitivi semiumani, ognuna delle quali rappresenta un diverso stadio del progresso umano, rappresentato dalle loro armi. Tyler salva Lys da un gruppo di Sto-lu ("uomini ascia") e in seguito aiuta la fuga di una donna del Band-lu ("uomini lancia") dai Kro-lu (arcieri). Lys si perde nuovamente e le casuali scoperte delle tombe di due uomini che facevano parte della spedizione di Bradley lasciano Tyler disperato per il destino del suo gruppo. Incapace di tornare a Forte Dinosauro, si ritira sulle scogliere che circondano Caspak nella vana speranza di attirare i soccorsi da una nave in transito. Inverosimilmente si ricongiunge con Lys e inizia a vivere con lei. Scritto il racconto delle sue avventure, lo lancia in mare dentro il suo thermos.

#### Personaggi
Bowen TylerIl giovane eroe
Lys La Ruela donna di cui Bowen si innamora.
NobsIl fedele cane Airedale Terrier di Bowen.
Barone Friedrich von SchoenvortsComandante del sommergibile tedesco, il principale antagonista.
BradleyIl forte alleato di Bowen.
OlsonIl forte fedele membro irlandese dell'equipaggio britannico.
AhmIl simpatico uomo di Neanderthal di Caspak.
BensonL'agente tedesco traditore che viene ucciso da Lys.
WilsonMembro dell'equipaggio britannico.
WhitelyMembro dell'equipaggio britannico.

### The People That Time Forgot
Viene organizzata una spedizione per salvare Bowen J. Tyler, Lys La Rue e gli altri naufraghi abbandonati sulla grande isola antartica di Caprona, il cui interno tropicale, noto ai suoi abitanti come Caspak, ospita fauna preistorica di tutte le epoche. Il manoscritto recuperato da Tyler che descrive dettagliatamente il loro calvario viene consegnato alla sua famiglia e le risorse per il soccorso vengono messe insieme da Tom Billings, segretario del settore cantieristico di Tyler. La nave della spedizione, il Toreador, localizza Caprona, e mentre la maggior parte dell'equipaggio tenta di scalare le scogliere circostanti, Billings le sorvola su un aereo.
Il velivolo di Billings viene attaccato da rettili volanti e costretto a scendere all'interno di Caspak. Egli salva una ragazza nativa di nome Ajor da un grosso felino e da un gruppo di uomini-scimmia, impegnandosi a riaccompagnarla dal suo popolo, i Galus pienamente umani, mentre lei lo educa alla lingua e ai misteri dell'isola. I due viaggiano verso nord, incontrando varie creature dell'era mesozoica e cenozoica, così come altre primitive razze subumane. Attraversano le terre dei Neanderthal Bo-lu ("uomini clava") e dei più avanzati Sto-lu ("uomini ascia"), che si lasciano intimidire facilmente dagli spari. Ma nel paese dei Band-lu ("uomini lancia") Billings viene catturato e dispera fino a quando viene salvato da Ajor. Ripreso il loro viaggio, reincontrano e fanno amicizia con Tomar, un Band-lu appena diventato Kro-lu ("uomo arco"). Tomar e il suo compagno So-al sono i primi esemplari che Billings vede effettivamente della metamorfosi evolutiva di Caspak in azione.
Dopo un interludio in cui è narrata la storia di Ajor, i nuovi amici si separano. Billings e Ajor entrano nel territorio dei Kro-lu e salvano Chal-az, un guerriero Kro-lu, da un gruppo di Band-lu. Visitando il villaggio Kro-lu come suo ospite, vengono nuovamente separati quando Billings viene attaccato attraverso le macchinazioni del capo Du-seen, che ha mire su Ajor. I due fuggono ognuno per conto proprio, avvicinandosi al paese di Galu. Du-seen insegue Ajor con alcuni dei suoi guerrieri.
Billings cattura e doma un cavallo ancestrale, con il quale salva Ajor da Du-seen. Inseguiti, si rassegnano alla morte, ma sono soccorsi da una forza composta da Bowen Tyler, guerrieri Galu e dall'equipaggio di soccorso del Toreador, che aveva scalato le scogliere con successo ed era entrato a Caspak dopo il volo aereo di Billings. Si riuniscono tutti nel villaggio di Galu, dove Tyler e Lys La Rue sono stati ufficialmente sposati dal capitano del Toreador. Anche Billings e Ajor desiderano sposarsi, ma Ajor potrebbe non lasciare Caspak a causa del suo status di cos-ata-lo: è nata Galu completamente evoluta piuttosto che ottenere quella forma attraverso la metamorfosi, e quindi è apprezzata dalla sua gente. Billings sceglie di rimanere a Caspak per stare con lei.

#### Personaggi
Tom BillingsL'eroe principale di questa storia, ha organizzato una spedizione di salvataggio per trovare il suo amico perduto Bowen.
AjorUna bellissima Galu del nord di Caprona, di cui Billings si innamora.
Du-seenIl principale antagonista, un malvagio Galu che vuole per sé sia Ajor sia il trono di suo padre.
TomarUn capo dei Band-lu che diventa un Kro-lu insieme alla sua "lei" So-al.
So-alUna donna Band-lu, amata da Tomar.
Chal-azUn Kro-lu che fa amicizia con Tom e Ajor.
AssoUn Merychippus che Billings addomestica.

### Out of Time's Abyss
Bradley aveva lasciato Forte Dinosauro in una spedizione nel primo romanzo, senza più tornare. Bradley e il suo gruppo stanno tentando di rientrare a Forte Dinosauro, quando lungo la strada incontrano una creatura che sembra essere un uomo volante morto. Alcuni membri del partito lo considerano un fantasma o una banshee. Tippet è convinto che presto morirà, e in effetti il giorno dopo viene ucciso da un tirannosauro. La creatura simile ad un fantasma viene avvistata di nuovo e James viene ucciso da uno Smilodon. Bradley scompare durante la notte e gli altri membri del gruppo raggiungono in sicurezza Forte Dinosauro.
Bradley è stato catturato dalla creatura simile a un fantasma, che si è presto rivelato essere un essere umano naturalmente alato, appartenente ad un sottogruppo di umani noti come Wieroo. Il Wieroo porta Bradley all'isola di Oo-oh, situata nel mare interno di Caspak. Tenta di tenere Bradley in prigione, ma l'uomo fugge attraverso un passaggio segreto. Incontra Co-Tan, una ragazza che fa parte della più elevata razza umana del continente Caspak, i Galu, che sono completamente umani e ad un livello culturale neolitico. Entrano nella stanza del re Wieroo, un grosso membro della razza, e Bradley lo uccide con la sua stessa spada.
Co-Tan e Bradley fuggono dalla città di Wieroo e vivono per diversi mesi nella costa boscosa di Oo-oh. Alla fine, tuttavia, vengono scoperti dai Wieroo. Riescono a catturare due dei Wieroo e li costringono a volare sulla terraferma, facendosi trasportare.
Sulla terraferma di Caspak, Co-Tan e Bradley incontrano il gruppo di persone giunte dal mondo esterno nei precedenti due libri e tornano a casa in America, dove Bradley sposerà Co-Tan.

## Critica
Il recensore della rivista Galaxy Floyd C. Gale, parlando di una ristampa del 1963, descrisse il romanzo come "un'avventura pura e scavezzacollo, insolita persino per un thriller di ERB".

## Adattamenti
Il romanzo è stato adattato nel film omonimo La terra dimenticata dal tempo nel 1975 per la regia di Kevin Connor dalla britannica Amicus Productions. La pellicola fu un successo, ipsirando l'Amicus a produrre altri due adattamenti di Burroughs, At the Earth's Core (1976), un adattamento del primo libro della serie di Pellucidar, e Gli uomini della terra dimenticata dal tempo (The People That Time Forgot, 1977), diretto seguito di La terra dimenticata basato sul secondo libro della serie di Caspak. Tutti e tre i film furono distribuiti negli Stati Uniti dall'American International Pictures.
Nel 2009 è stato distribuito un secondo adattamento cinematografico omonimo, The Land That Time Forgot, prodotto dallo studio americano The Asylum. Vede la partecipazione di persone del presente che interagivano con le truppe della seconda guerra mondiale su un'isola misteriosa e preistorica molto simile a quella creata da Burroughs. Questo elemento sembra influenzato dalla serie della DC Comics The War that Time Forgot, iniziata negli anni sessanta.
A luglio 2016 l'editore American Mythology Productions ha pubblicato un seguito a fumetti dello scrittore Mike Wolfer e dell'artista Giancarlo Caracuzzo. La protagonista è la pronipote di Bowen J. Tyler, che guida una spedizione per trovare Caspak.